# Zemplínsky Branč
Zemplínsky Branč (em húngaro: Barancs) é um município da Eslováquia, situado no distrito de Trebišov, na região de Košice. Tem 7,26 km² de área e sua população em 2018 foi estimada em 506 habitantes.

## Demografia
| Ano:        | 1994 | 2004    | 2014 | 2024   |
| ----------- | ---- | ------- | ---- | ------ |
| Broj ljudi: | 388  | 474     | 474  | 508    |
| Razlika:    |      | +22,16% | +0%  | +7,17% |

| Ano:               | 2023 | 2024   |
| ------------------ | ---- | ------ |
| Número de pessoas: | 499  | 508    |
| Diferença:         |      | +1,80% |